# Ballangen
Ballangen je nekdanja občina v okrožju Nordland na Norveškem. Občina je obstajala od leta 1925 do razpada leta 2020.
1. ↑  »Forskrift om målvedtak i kommunar og fylkeskommunar« (v norveščini). Lovdata.no.